# Sergio Vega
Sergio Vega est un bassiste américain. Il a été bassiste du groupe de post-hardcore Quicksand de 1990 à 1999.
À partir de 2008, il joue en remplacement de Chi Cheng dans le groupe de metal alternatif américain Deftones pour les sessions studios ainsi que les concerts . Il finit par quitter le groupe début 2021.

## Discographie

### Solo
- The Ray Martin Sessions (2000, Grape OS)

### Avec Quicksand
- Slip (1993, Polydor)
- Manic Compression (1995, Island)

### Avec Deftones
- Diamond Eyes (2010, Warner Bros./Reprise)
- Koi No Yokan (2012, Reprise)
- Gore (2016, Reprise)
- Ohms (2020, Reprise)